# Klaus Märkert

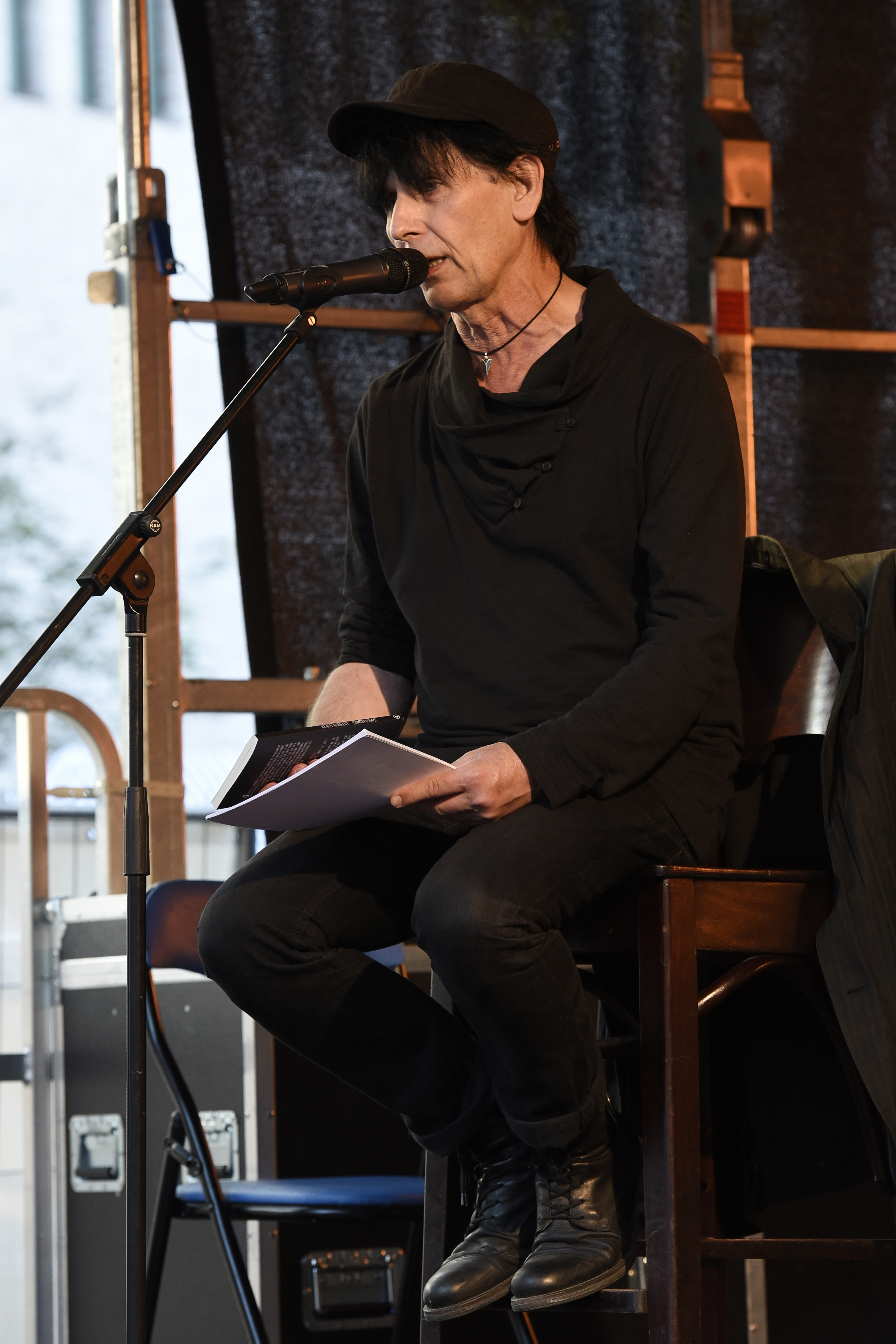
Klaus Märkert bei Bochum Total 2016

Klaus Märkert ist ein deutscher Schriftsteller. Er hat drei Romane und drei Bände mit Kurzgeschichten veröffentlicht.

## Leben
Klaus Märkert studierte Jura und Sozialarbeit. Er arbeitete als Streetworker, Taxifahrer und DJ. 1984 gehörte er zu den Mitbegründern der Bochumer Dark-Wave-Diskothek Zwischenfall. Klaus Märkert lebt in Bochum. Zusammen mit Myk Jung veranstaltete die Lesereihe Schementhemen. Klaus Märkert ist der Bruder des Schriftstellers Peter Märkert.

## Werke

### Romane
- Hab Sonne. Edition PaperONE, Leipzig 2009, ISBN 978-3-941134-18-8
- Requiem für Pac-Man. Edition PaperONE, Leipzig 2012, ISBN 978-3-941134-73-7
- Schatten voraus. Eygennutz-Verlag, Hamm 2016, ISBN 978-3-946643-00-5
- Wie wir leuchten im Dunkeln, geben wir so verdammt gute Ziele ab, Eygennutz-Verlag, Hamm 2017, ISBN 978-3-94664306-7
- Das Besondere kommt noch. Telescope Verlag, Mildenau 2019, ISBN 978-3-95915127-6
- All das wurde wahr, was eigentlich gar nicht wahr war. Edition Outbird, Gera 2025, ISBN 978-3-948887-79-7 (gemeinsam mit Myk Jung)

### Kurzgeschichten
- Ich bin dann mal tot. Muschel Verlag, Köln 2010, ISBN 978-3-936819-45-8 (gemeinsam mit Myk Jung)
- Der Tag braucht das Licht – Ich Nicht. Edition PaperONE, Leipzig 2011, ISBN 978-3-941134-64-5
- Schlagt sie tot in den Wäldern. Eisenhut-Verlag, Hagen 2013, ISBN 978-3-942090-30-8
- Der Tag braucht das Licht, ich nicht 3.0. Telescope Verlag, Mildenau 2018, ISBN 978-3-95915115-3
- Tot bist du noch lange nicht, sag mir erst wie alt du bist. Edition Outbird, Gera 2020, ISBN 978-3-948887-10-0 (gemeinsam mit Myk Jung)
- Vorm Untertauchen Luft holen. Edition Outbird, Gera 2023, ISBN 978-3-948887-53-7